# Aloe asperifolia
Aloe asperifolia är en grästrädsväxtart som beskrevs av Alwin Berger. Aloe asperifolia ingår i släktet Aloe och familjen grästrädsväxter.
Artens utbredningsområde är Namibia. Inga underarter finns listade i Catalogue of Life.

## Bildgalleri

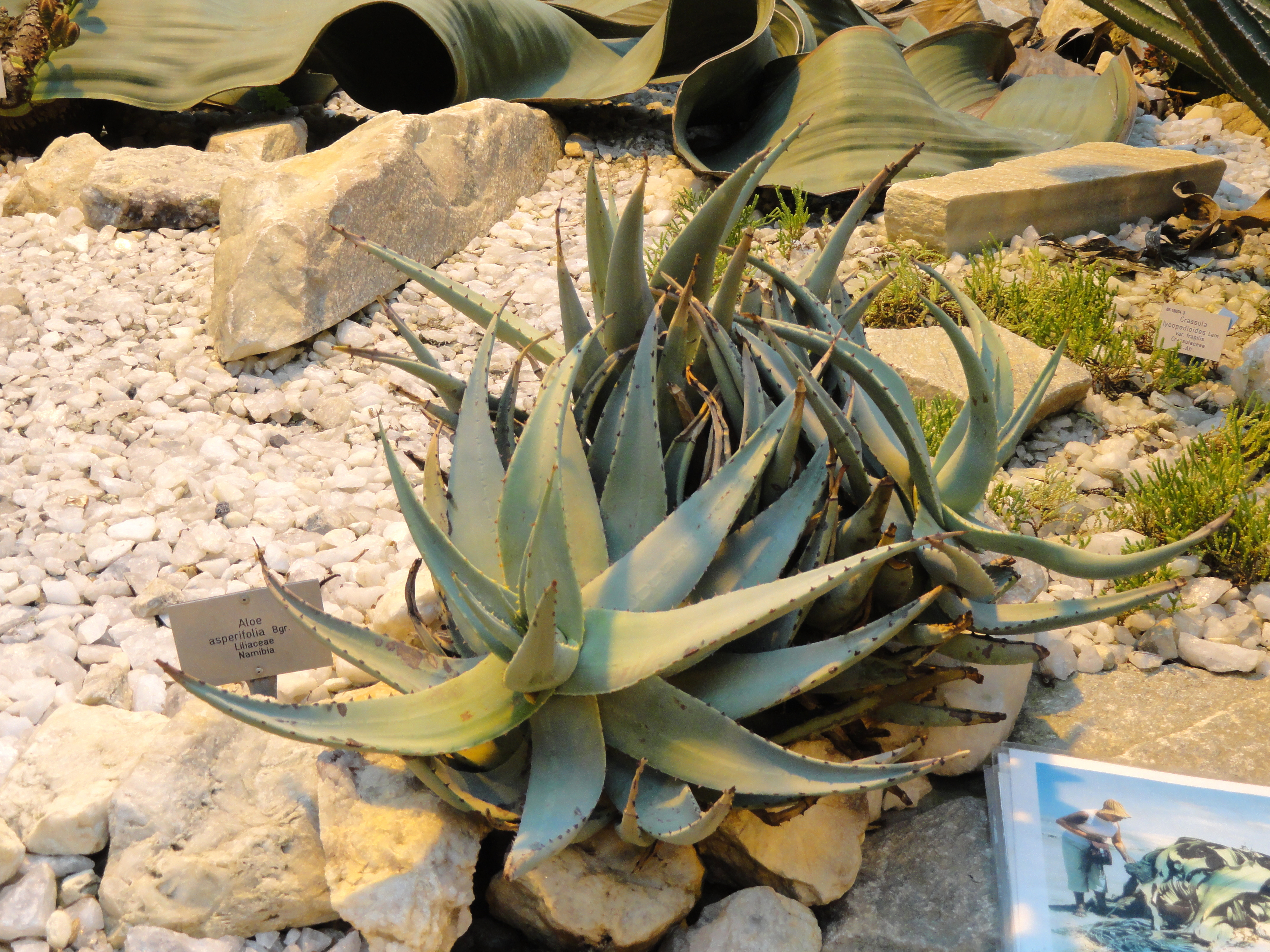
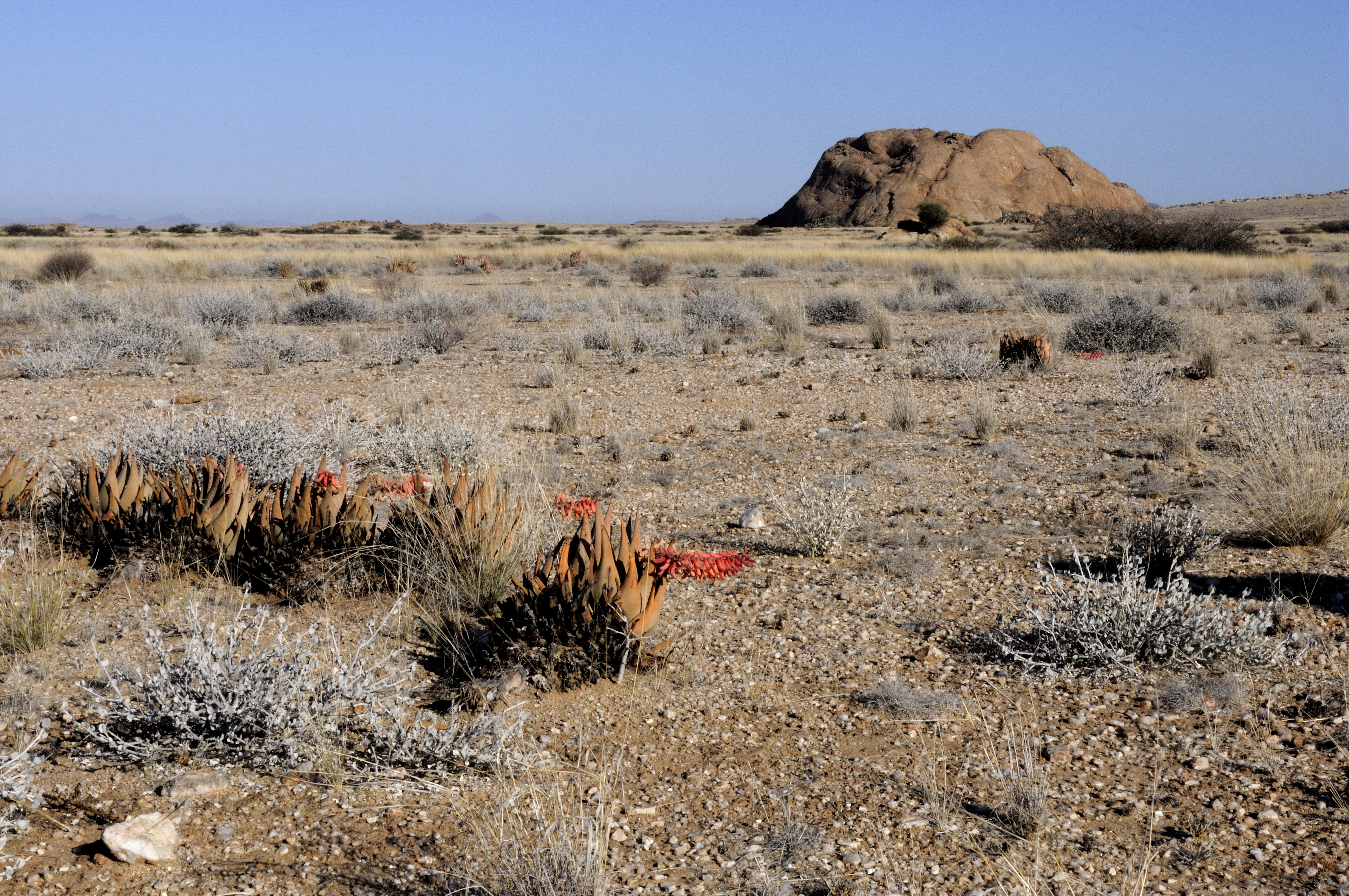
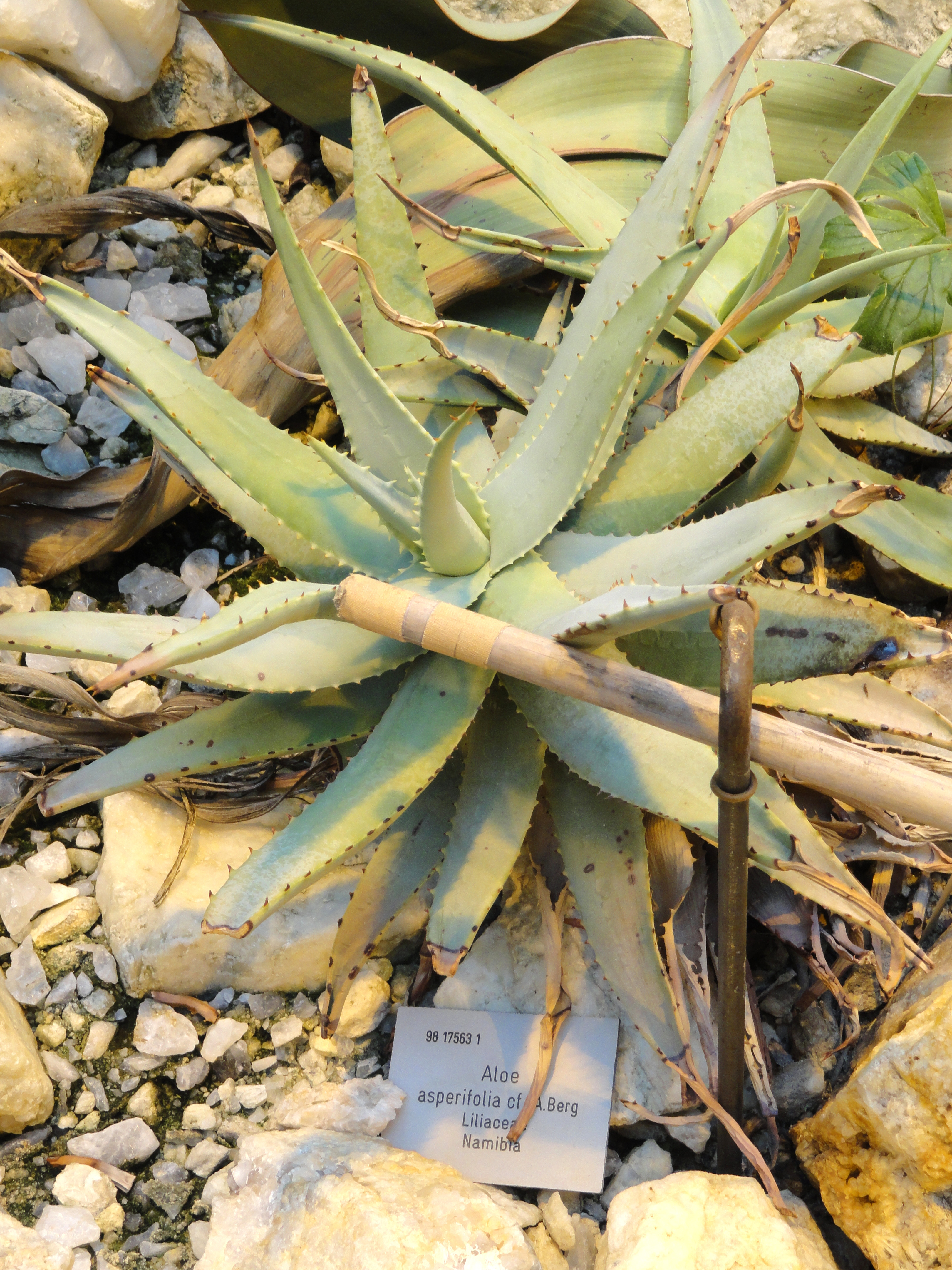